# Gomphia affinis
Gomphia affinis là một loài thực vật có hoa trong họ Ochnaceae. Loài này được Hook.f. mô tả khoa học đầu tiên năm 1849.